# フリッカー式 鏡公彦にうってつけの殺人
『フリッカー式 鏡公彦にうってつけの殺人』（フリッカーしき かがみきみひこにうってつけのさつじん）は、佐藤友哉の小説。講談社ノベルスより2001年7月に刊行された。

## 概要
佐藤友哉のデビュー作。第21回メフィスト賞受賞作。鏡一家の三男の公彦が、妹の佐奈を殺されたと知らされ、復讐のために犯人の娘や孫を誘拐していく。
2作目「エナメルを塗った魂の比重 鏡稜子ときせかえ密室」、3作目「水没ピアノ 鏡創士がひきもどす犯罪」と合わせて「鏡家サーガ」と呼ばれる。

## 登場人物
鏡 公彦（かがみ きみひこ）
本作の主人公。鏡家の三男。北海道千歳市に住む大学1年生。佐奈が自殺したと聞きショックを受けるが、事件の直前に佐奈が複数の男に強姦されたことを知り、犯人たちへの復讐として彼らの娘や孫を誘拐、監禁を企てる。シスコン。
鏡 佐奈（さな）
鏡家の三女。高校1年生。2007年、3人の男に強姦され、数日後自宅裏の公園で死体で発見される。
鏡 稜子（りょうこ）
鏡家の次女。予言能力を持つ。同人活動を生業にしている。
鏡 創士（そうじ）
鏡家の次男。公彦の行動をすべて把握し、電話を通じ忠告を与える。
大槻 涼彦
公彦に佐奈のレイプされる映像を持ってきた男。
突き刺しジャック
1999年から2007年8月までの間に、首筋にナイフを突き立てるという方法で77人の女性を殺している連続殺人鬼。
明日美
公彦の幼馴染。同じ大学、同じサークルに所属し、何かと世話を焼く。自分の意思とは関係なく、突き刺しジャックが殺人を犯す際の視界を強制的に共有する能力を持つ。
小林 冬子
電車内で痴漢に遭っているところを偶然居合わせた公彦に助けられる。明日美の高校時代の後輩。
祁答院 浩之（けとういん ひろゆき）
突き刺しジャックを追う男。突き刺しジャックを追い詰めるために明日美と手を結ぶ。祁答院財閥の御曹司。
藤堂 友美恵
札幌市手稲区のアパートに一人暮らししている大学生。佐奈を強姦した藤堂草次郎の娘。
三九二 亜紀子
佐奈を強姦した三九二芳明の娘。
祁答院 唯香
佐奈を強姦した祁答院旗清の孫娘。公彦が通っていた高校に通っている。
藤堂 草次郎
佐奈をレイプした3人組の一人。小説家兼脚本家兼ミクニシステムの大株主。
三九二 芳明
佐奈をレイプした3人組の一人。ゲームメーカー株式会社ミクニシステムの社長の息子。
祁答院 旗清
佐奈をレイプした3人組の一人。祁答院財閥の主。

## 書誌情報
講談社の文芸雑誌『メフィスト』2001年4月発売号の巻末編集者座談会でメフィスト賞当確となり、2001年7月に第21回メフィスト賞受賞作として講談社ノベルスより刊行された。応募時のキャッチコピーは、「本書は『ああっ、お兄ちゃーん』と云う方に最適です（嘘）。」で、それがそのまま講談社ノベルス版のカバー折り返しに使われている。冒頭のエピグラフは中国宋代の公案集「無門関」より。
講談社ノベルス版のカバーは、初版時は写真が使われていたが、増刷分から笹井一個のイラストに変更された。台湾版・韓国版の表紙にもこのイラストが使われている。
講談社文庫版は加筆修正がなされている。表紙は笹井一個による新規描き下ろしイラストである。
国内
- フリッカー式 鏡公彦にうってつけの殺人
  - 講談社 講談社ノベルス、2001年7月、ISBN 978-4-06-182196-5 - 帯の推薦文：大塚英志、法月綸太郎
  - 講談社 講談社文庫、2007年3月、ISBN 978-4-06-275319-7 - 著者による「最初で最後の『あとがき』」付き。
  - 星海社 星海社FICTIONS、2021年11月、ISBN 978-4-06-526152-1 - 解説は斜線堂有紀。

台湾
- 電影般的風格──鏡公彥理想的殺人方式（尖端出版　浮文字、2006年2月、ISBN 978-9-57-103166-8） - 翻訳：夕唯、表紙に「鏡家事件系列01」とある。

韓国
- 플리커 스타일-카가미 키미히코에게 어울리는 살인（鶴山文化社 ファウストノベルズ、2006年8月、ISBN 8952982401） - 翻訳：チュ・ジノン

## 関連
- カードキャプターさくら・To Heart - 作中で稜子が描いていた同人誌の内容はこの作品だった。なお、彼女のセリフの中にはその両方の作品以外にも、様々な作品のキャラクター名や言い回しが登場する。
- マイカル - 札幌市にあるマイカルが作品の重要な舞台の１つになっている。
- 支笏湖 - 作品の舞台の１つである廃病院はこの湖畔にあるという設定だった。
- ブルーゲイル - 札幌市のゲームメーカー。本作の骨格部分はアダルトゲームの定番パターンが引用されているが、同社の『ツグナヒ』も同じパターンを用いている。
- 件